# Бійка (село)
Бійка (рос. Бийка) — село Турочацького району, Республіка Алтай Росії. Входить до складу Бійкінського сільського поселення.
Населення — 538 осіб (2015 рік).